# Tillington (Herefordshire)
Tillington – przysiółek w Anglii, w Herefordshire, w dystrykcie (unitary authority) Herefordshire. Leży 7,1 km od miasta Hereford i 182,3 km od Londynu. W latach 1870–1872 osada liczyła 523 mieszkańców.